# 全操院
全操院（ぜんそういん、1766年 - 1835年）は、肥後熊本新田藩の第6代藩主細川利庸の側室。
2人正室が早世した後を受けて7男2女を生み、第7代藩主細川利国の生母となる。